# Synagoga v Chlumci nad Cidlinou
Bývalá synagoga v Chlumci nad Cidlinou se nachází na nároží Palackého a Rooseveltovy ulice asi 100 m západně od arciděkanského kostela svaté Voršily.
Synagoga vznikla v letech 1899–1900 adaptací bývalé městské obecné školy z roku 1829 jako náhrada za zbořenou starší modlitebnu v domě čp. 3/I na někdejším předhradí starého zámku při náměstí. Bohoslužby se zde konaly do roku 1939.
Po válce byla synagoga přestavěna na stanici požární ochrany. V současné době přízemí slouží jako depozitář muzea Loreta a horní patro klubu důchodců.